# Tragische week
De Tragische Week (Catalaans: la Setmana Tràgica, Spaans: la Semana Trágica) (25 juli-2 augustus 1909) is de naam van een serie bloedige confrontaties tussen het leger en de arbeiders van Barcelona en andere steden in Catalonië gesteund door anarchisten, socialisten en republikeinen, in de laatste week van juli 1909.

## Gebeurtenissen

### Aanloop
De aanleiding voor de gebeurtenissen is het oproepen van reservetroepen door de Eerste Minister Antonio Maura op 9 juli, ter versterking van de Spaanse troepen in de exclave Melilla tegen de dreiging van Marokkaanse troepen, en in ruimere zin omdat het land zijn militaire en koloniale inspanningen in Noord-Afrika wilde hernieuwen. Deze koloniale oorlog zou uitlopen in wat nu bekendstaat als de Rif-oorlog of Tweede Marokkaanse oorlog.
De minister van oorlog Arsenio Linares y Pombo had de derde gemengde brigade van chasseurs opgeroepen. Deze bestond uit reservisten en actieve eenheden uit Catalonië. Daaronder bevinden zich 520 man die hun complete diensttijd van 6 jaar hadden uitgediend en geen verdere dienstplicht meer verwachtten. Men kon een vervanger inhuren als men niet wilde vechten, maar dat kostte 6000 reales. De meeste arbeiders hadden daar de middelen niet voor.

### De confrontaties

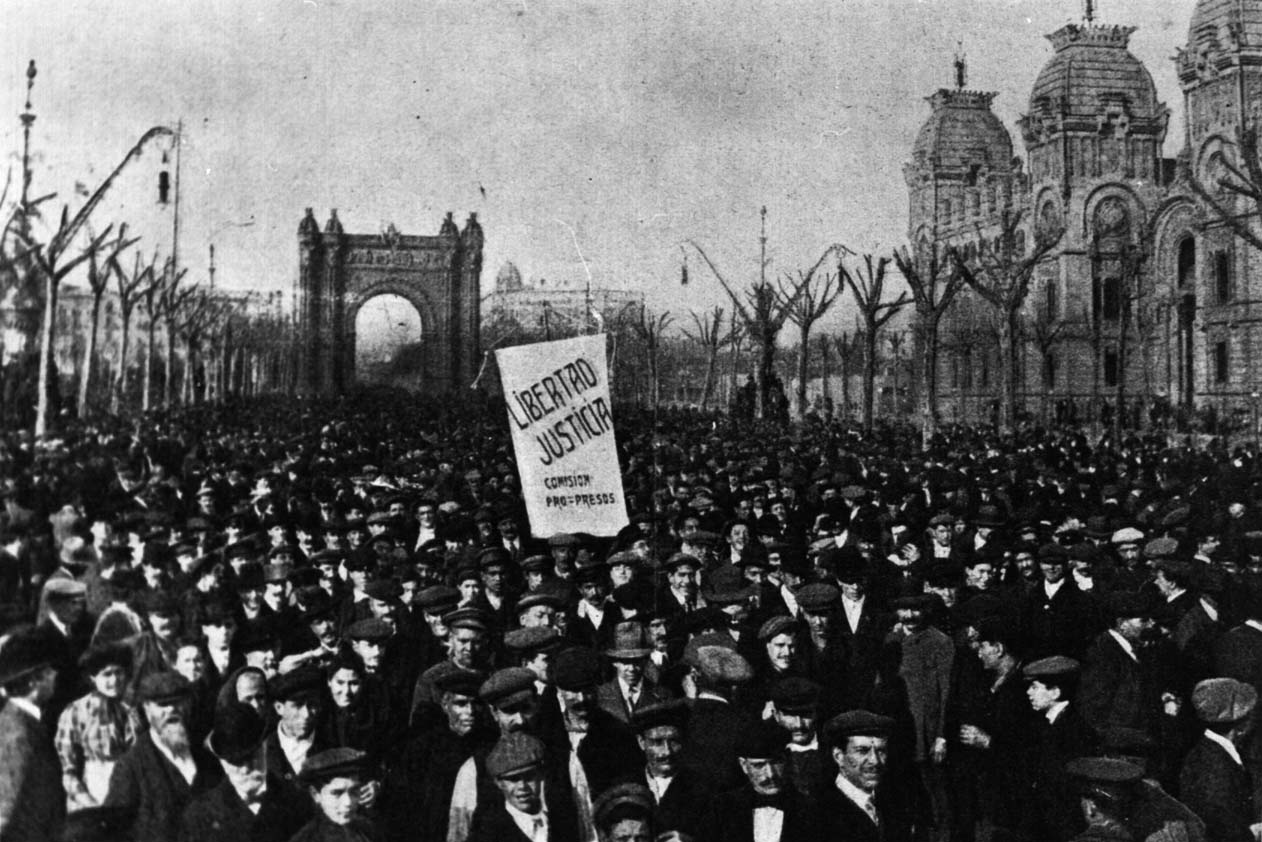
Demonstranten in Barcelona voor de Arc de Triomf

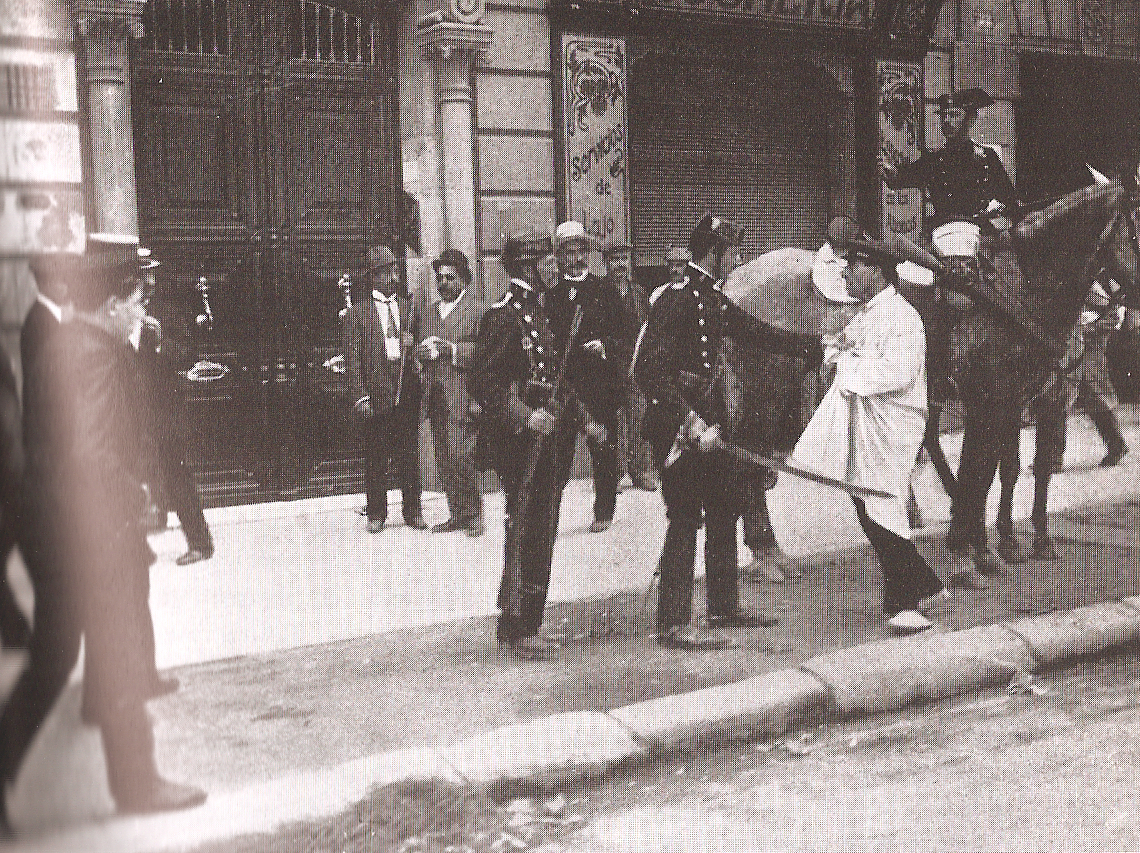
Verdachten worden aangehouden door de Guardia Civil

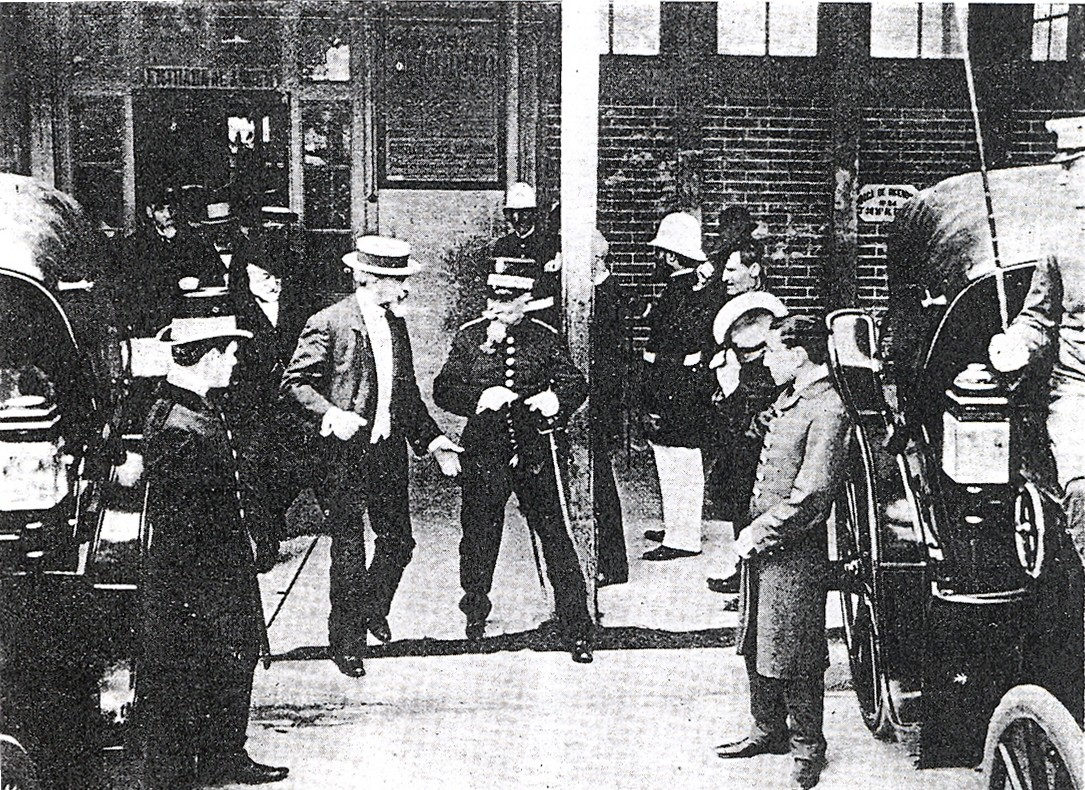
De nieuwe gouverneur betreedt de stad na de gebeurtenissen begeleid door generaal Santiago, op 6 augustus 1909.

Deze mobilisering, gecombineerd met de anarchistische en linksnationalistische ideeën die in die tijd in Catalonië leefden, leiden tot de vorming van de vakbond Solidaridad Obrera. Deze wordt geleid door een comité van anarchisten en socialisten.
Deze bond roept een algemene staking uit tegen het oproepen door Maura van de reservisten op maandag 26 juli 1909. Ondanks de waarschuwingen van gouverneur Ossorio y Gallardo, die overigens weigert de staat van beleg uit te roepen, worden er vandalistische daden begaan door zogenaamde jóvenes bárbaros (jonge barbaren), die geassocieerd worden met de "Radicale Republikeinse Partij" (de Partido Republicano Radical) van Alejandro Lerroux, waarop Ossorio wordt vervangen door de advocaat Evaristo Crespo.
Op dinsdag nemen de arbeiders de macht over in Barcelona. Ze zetten troepentransporten stop en gooien trams om. Alle communicatiemiddelen naar de stad worden afgesneden zodat de stad geïsoleerd raakt van de rest van het land. De relschoppers, waarvan er velen antimilitaristisch, antikoloniaal en antiklerikaal zijn, beschouwen de kerk als een deel van de corrupte burgerlijke laag, wiens zonen niet zijn opgeroepen. De anarchistische elementen in de stad stoken dit antiklerikalisme op. Het bevel kloosters in brand te steken gaat de stad rond, en tegen de middag staan er al een groot aantal in vlammen. 's Avonds is er een tweede ronde klooster- en kerkverbrandingen. Er wordt zelfs melding gemaakt van grafschennis waarbij veel van de relschoppers dansen met lijken van geestelijken.
's Woensdags zijn er straatgevechten met de ordetroepen. De betogers bestormen het commissariaat Drassanes en verkrijgen op die manier een groot aantal wapens. Desalniettemin weigeren de linkse Catalaans-nationalisten de leiding van de beweging op zich te nemen als er in de rest van het land geen navolging aan wordt gegeven, en een van de leiders van de radicalen, Emiliano Iglesias, draagt zijn partijgenoten op de barricades te verlaten.
Op donderdag zijn er grote troepenbewegingen de stad in vanuit meerdere andere steden in Spanje. Onder leiding van de Generaals Brandeis en Santiago neemt het leger na een aantal bloedige straatgevechten Drassanes en een aantal andere wijken van de stad in. De volgende dag is het leger weer meester van de stad. Zonder enige problemen wordt er begonnen met het verschepen van troepen naar Marokko. Wel blijft het onveilig in de stad, een aantal scherpschutters beschiet de ordetroepen. Deze onrust blijft nog een paar dagen aanhouden maar sterft dan ook uit.

### Het beëindigen van de ongeregeldheden
Politie en leger tellen 8 doden en 124 gewonden. Van de burgers zouden (wisselende opgaven) 104-150 personen omgekomen zijn. De reactie van de regering was niet alleen hard maar ook willekeurig. Meer dan 1700 individuen worden voor de militaire rechtbanken beschuldigd van "gewapende rebellie". Vijf worden ter dood veroordeeld en geëxecuteerd in het kasteel van Montjuïc, onder wie de Catalaanse onderwijzer Francisco Ferrer, stichter van de Escuela Moderna); 59 anderen krijgen levenslang. Alejandro Lerroux gaat in ballingschap.
Ook buiten Barcelona valt er het nodige voor tijdens de Tragische week. Er zijn volksoproeren in verscheidene Catalaanse steden en in Sabadell, Mataró, Granollers en Palafrugell wordt de Republiek uitgeroepen.

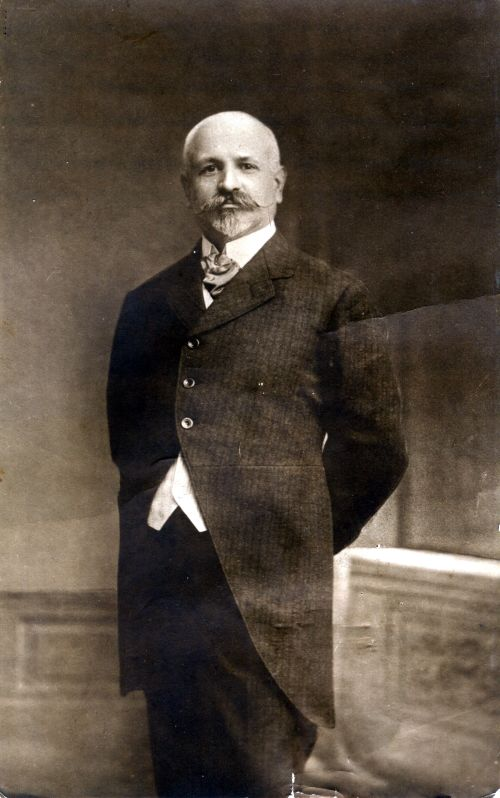
Francesc Ferrer i Guàrdia

## Gevolgen
Na de gebeurtenissen is er een onmiddellijke algemene veroordeling in de Europese pers en Koning Alfonso XIII, geschrokken van de binnen- en buitenlandse reactie, ontslaat zijn Eerste Minister Antonio Maura om hem te vervangen hem door de liberale Segismundo Moret y Prendergast.
Voor de binnenlandse sfeer zou deze gebeurtenis lang van grote betekenis blijven. De Tragische Week was een klap voor het idee dat een parlementaire democratie geleidelijk gevestigd kon worden. Als de massa's blijken te zijn zoals ze hadden laten zien in 1909, zou werkelijke democratie in een puinhoop eindigen. Vanaf dat moment vermijden politici zo veel mogelijk algemene verkiezingen uit te schrijven en proberen ze coalities te sluiten tussen groepen parlementariërs die al deel uitmaken van de wetgevende macht.
De internationale woedende protesten tegen de executie van de anarchistische schoolmeester Ferrer werken averechts. De heersende politieke klasse zagen hem als de aanstichter van het kwaad. Zij interpreteerde deze protesten als de schijnheilige en hysterische reactie van een geheimzinnig verbond van internationale bemoeials en vrijmetselaars, dat al snel bekend zou worden als het 'anti-Spanje'.
Na afloop van de tragische week publiceert de Catalaanse dichter Joan Maragall een vurig stuk, La ciutat del perdó (de stad van de vergiffenis) wat soms wel vergeleken wordt met het pamflet J'accuse...! van de Franse schrijver Émile Zola.

## Historische context
De Tragische week kan gezien worden als precedent en opmaat voor de Spaanse Burgeroorlog. Het legt de scheidslijnen bloot die ruim 15 jaar later de Spaanse samenleving zouden verscheuren, waarbij Barcelona een anarchistisch en separatistisch republikeins bolwerk blijkt te zijn.